# Samoa Airways
Samoa Airways (code AITA : OL ; code OACI : PAO), de 1959 à 2017 Polynesian Airlines, est une compagnie aérienne des îles Samoa, ayant son siège à Apia, la capitale.

## Historique
Polynesian Airlines a été fondée en 1959 par Reginald Barnewall et Eugene Paul. 
La compagnie assurait des vols à destination de la Nouvelle-Zélande (Auckland et Wellington), de l'Australie (Sydney et Melbourne), des États-Unis (Los Angeles, d'Hawaii (Honolulu), des Fidji (Nadi), des îles Cook (Rarotonga), de Tahiti (Papeete), des Tonga (Tongatapu), de Niué et des Samoa américaines (Pago Pago).
En 2005, le gouvernement, auquel elle appartenait, décide la privatisation de la partie internationale des vols. Le groupe Virgin Blue, compagnie à bas prix, est choisi comme acquéreur. Le gouvernement a estimé que les retombées économiques dues aux prix bas pratiqués par Virgin Blue (augmentation significative du tourisme) compenseraient largement les pertes (vente des billets) dues à la privatisation. Le vol inaugural de la nouvelle compagnie, nommée Polynesian Blue, a eu lieu le 31 octobre 2005.
En 2017 la compagnie est reprise par le gouvernement samoan, ainsi elle devient alors Samoa Airways.

## Destinations
Samoa Airways assure des vols régionaux au départ de Apia-Faleolo à destination de :
 Australie :  
- Sydney-K. Smith
- Brisbane

 Nouvelle-Zélande :
- Auckland

 Samoa américaines : 
- Fitiuta
- Ofu
- Pago Pago

## Flotte
Samoa Airways exploite :
| Type                 | En service | Commandes | Notes                      |
| -------------------- | ---------- | --------- | -------------------------- |
| Boeing 737-800       | 1          | 0         | Loué auprès de Malindo Air |
| DHC-6-300 Twin Otter | 3          | 0         |                            |
| Total                | 4          | 0         |                            |